# Qualificazioni al campionato mondiale di calcio 2010 - CAF - Seconda fase, gruppo 11
Il 25 marzo 2008 l'Eritrea ha rinunciato a partecipare alle partite di qualificazione.

## Classifica
| Paese    | P.ti | G | V | P | S | GF | GS | DR |
| -------- | ---- | - | - | - | - | -- | -- | -- |
| Zambia   | 7    | 4 | 2 | 1 | 1 | 2  | 1  | +1 |
| Togo     | 6    | 4 | 2 | 0 | 2 | 8  | 3  | +5 |
| eSwatini | 4    | 4 | 1 | 1 | 2 | 2  | 8  | -6 |

- Lo  Zambia e il  Togo passano alla fase finale.

## Risultati

### Primo turno
| Arbitro: | Lassina Pare |

|             |           |  |
| Olufadé 16’ | Marcatori |  |

### Secondo turno
| Arbitro: | Jean Claude Niyongabo |

|                           |           |             |
| Dlamini 55’ Salelwako 73’ | Marcatori | 88’ Olufadé |

### Terzo turno
| Lobamba 15 giugno 2008 | eSwatini   | 0 – 0 referto | Zambia | Somhlolo National Stadium (7.462 spett.)\| Arbitro: \| Alex Kotey \| |
| Arbitro:               | Alex Kotey |               |        |                                                                      |

### Quarto turno
| Arbitro: | Kenias Marange |

|                    |           |  |
| Katongo 86’ (rig.) | Marcatori |  |

### Quinto turno
| Arbitro: | Jérôme Damon |

|             |           |  |
| Katongo 31’ | Marcatori |  |

### Sesto turno
| Arbitro: | Divine Evehe |

|                                                  |           |  |
| Salifou 16’ Adebayor 29’ 47’ 62’ 75’ Olufadé 44’ | Marcatori |  |